# Oxyrhachis sulcicornis
Oxyrhachis sulcicornis är en insektsart som beskrevs av Carl Peter Thunberg. Oxyrhachis sulcicornis ingår i släktet Oxyrhachis och familjen hornstritar. Inga underarter finns listade i Catalogue of Life.